# Crocidura katinka
Crocidura katinka är en däggdjursart som beskrevs av Charles Spence Bate 1937. Crocidura katinka ingår i släktet Crocidura och familjen näbbmöss. IUCN kategoriserar arten globalt som otillräckligt studerad. Inga underarter finns listade i Catalogue of Life.
Denna näbbmus är känd från olika fynd i Palestina, Syrien och Iran. I Palestina hittades bara kvarlevor i ugglornas spybollar och det antas att populationen är utdöd. Inget är känt om levnadssättet.